# Oscar Point
Der Oscar Point ist eine kleine und felsige Landspitze an der Scott-Küste des ostantarktischen Viktorialands. Sie liegt 1,5 km nordwestlich der Insel Markham Island am Nordufer der Terra Nova Bay.
Entdeckt und benannt wurde sie im Februar 1900 bei der britischen Southern-Cross-Expedition (1898–1900) unter der Leitung des norwegischen Polarforschers Carsten Egeberg Borchgrevink. Dieser hielt sie zunächst irrtümlich für eine Insel. Namensgeber ist der schwedische König Oscar II.